# Optimalitätstheorie
Die Optimalitätstheorie (englisch optimality theory, im weiteren OT) ist ein Modell der theoretischen Linguistik. Als Forschungsprogramm zielt OT darauf ab, die grammatikalischen Realisierungen von Einzelsprachen anhand sprachspezifischer Rangfolgen von universellen Beschränkungen (englisch constraints) zu erklären.
Die Theorie geht davon aus, dass es für jeden sprachlichen Ausdruck viele verschiedene Möglichkeiten gibt, diesen zu realisieren. Dazu treten alle diese Realisierungen in einen Wettbewerb. Anhand der Grammatik einer Sprache, die durch eine Rangfolge von Beschränkungen definiert wird, werden nach und nach alle Möglichkeiten ausgeschlossen, die nicht zu dieser Grammatik passen. Die Realisierung, welche am Ende als optimale Erfüllung der Beschränkungen übrig bleibt, erfüllt die Grammatik am besten im Vergleich zu allen anderen Möglichkeiten. Diese Realisierung ist also optimal im Hinblick auf die Grammatik.

## Das Modell

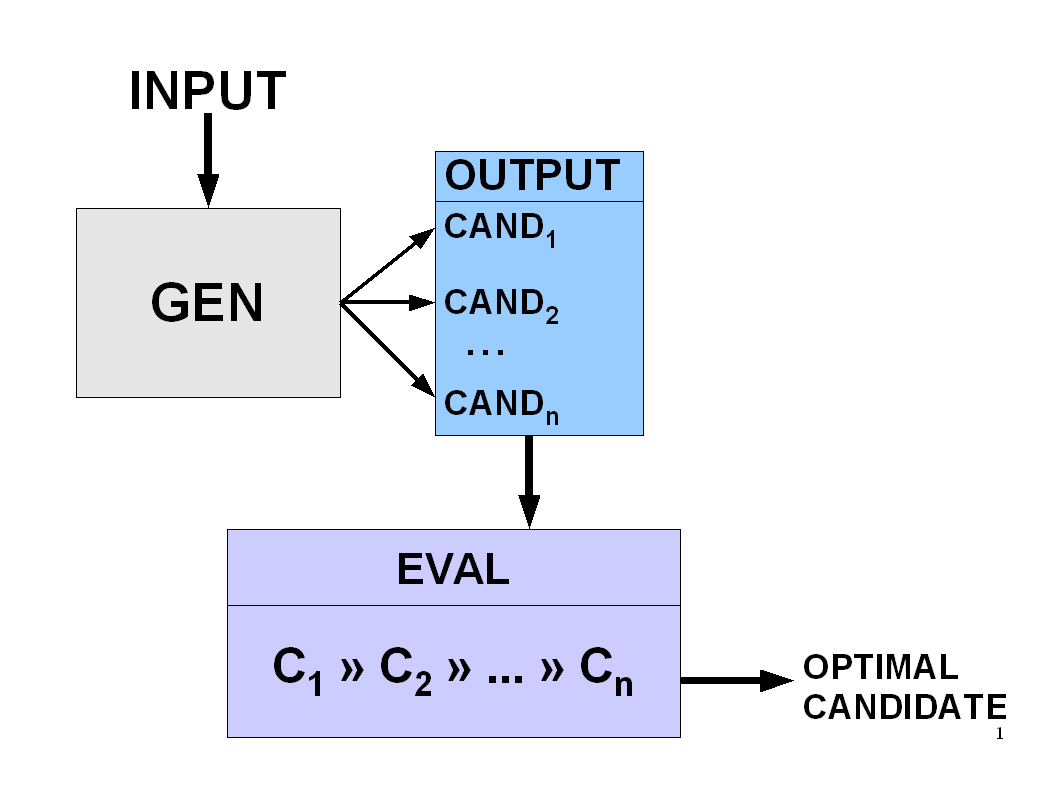
Schematische Darstellung der OT. Legende: GEN = Generator, CAND = Candidates, EVAL = Evaluation, C =
Constraints

In der Grammatiktheorie geht man davon aus, dass alle Sprachen der Welt denselben Prinzipien unterliegen. Was die Theorie konkret erklären soll, ist, wie die Unterschiede zwischen diesen Sprachen zustande kommen und wie die Theorie parametrisiert sein muss, dass sie genau die Strukturen ableitet, die in einer Sprache grammatisch sind. Der Begriff der Grammatikalität bezieht sich dabei auf die Formen, die in einer gesprochenen Sprache wirklich vorkommen, ein ungrammatischer Ausdruck wäre im weiteren Sinne ein solcher, der entweder in der Sprache nicht vorkommt oder der vom Sprecher nicht verstanden würde.
Die Grammatik einer Sprache wird in der OT definiert als eine geordnete Menge von so genannten Beschränkungen (englisch Constraints). Das sind Regeln, die genau festlegen, welche Eigenschaften ein Ausdruck nicht haben soll. Wenn eine Realisierung eine dieser „verbotenen“ Eigenschaften hat, spricht man davon, dass sie die entsprechende Beschränkung verletzt.
Die Beschränkungen sind universell, das heißt, sie gelten für alle Sprachen. Eine Einzelsprache – genauer ihre Grammatik – unterscheidet sich von einer anderen dadurch, dass diese Beschränkungen unterschiedlich stark gewichtet sind. Die Ordnung vom wichtigsten zum unwichtigsten Constraint wird als Ranking bezeichnet. In der OT sind die Prinzipien, denen alle Sprachen zugrunde liegen, die Beschränkungen, die Parameterbelegung wäre das Ranking, welches in jeder Einzelsprache spezifisch ist.
Ein Ausdruck wird in der OT als Input bezeichnet, die Menge der möglichen Realisierungen dieses Ausdruckes heißt Output oder Kandidatenmenge. Zu jedem Input gibt es also eine Reihe von Kandidaten, von denen es denjenigen auszuwählen gilt, der den Input in Hinblick auf die Grammatik am besten – also optimal – erfüllt.
Die Auswahl des optimalen Kandidaten wird Evaluation oder Wettbewerb genannt. Dieser Prozess funktioniert im Wesentlichen wie folgt: Am Anfang steht der Input, je nach Auslegung der Theorie kann dies eine Tiefenstruktur, ein Wort, die logische Form eines Satzes oder Ähnliches sein. Zu diesem Input wird nun die Kandidatenmenge generiert, also eine Menge von Möglichkeiten, wie der Input realisiert werden könnte, also zum Beispiel Oberflächenstrukturen, die phonetische Form eines Wortes, der konkrete Satzbau oder Anderes. Jeder dieser Kandidaten zeichnet sich dadurch aus, dass er bestimmte Beschränkungen verletzt. Zunächst werden alle Kandidaten aus dem Wettbewerb geworfen, welche die höchste Beschränkung verletzen. Von den übrig gebliebenen Kandidaten werden nun die rausgeworfen, die das nächstniedrigere Constraint verletzen und so weiter. Dies geht solange, bis nur noch ein Kandidat übrig ist, dieser ist dann der optimale Kandidat und repräsentiert einen in einer Sprache grammatischen Ausdruck.
Woher der Input konkret kommt, hängt in hohem Maße von dem betrachteten Problem ab. Im Falle der Phonologie, in der es zu einem großen Teil um Sprachproduktion geht, kommt der Input beispielsweise aus dem mentalen Lexikon, optimiert wird letztlich die phonetische Realisierung des Lexems. In anderen Ansätzen kann der Input auch der optimale Kandidat einer vorangegangenen Evaluation sein, man spricht hier von der so genannten „lokalen Optimierung“ (siehe auch den Abschnitt Weitere Anmerkungen). In der Syntax wird auf einen Input meist gänzlich verzichtet, da man hier versucht, die Struktur einer Sprache unabhängig von ihrem Gebrauch zu beschreiben. Die Entscheidung, ob eine Struktur in einer Sprache wohlgeformt ist, ergibt sich hier einzig aus dem Ranking der Constraints.

### Tableaus
Ein wichtiges Hilfsmittel bei optimalitätstheoretischen Analysen sind so genannte Tableaus, das sind Tabellen, die den Evaluationsprozess grafisch veranschaulichen sollen.
Dabei steht im oberen linken Feld des Tableaus der konkrete Input der Evaluation. Daneben sind die Beschränkungen, von links nach rechts entsprechend ihrem Ranking, aufgelistet. Eine in der Literatur häufig verwendete Schreibweise für das Ranking (die Reihenfolge) der Beschränkungen ist:
C{\displaystyle _{1}} » C{\displaystyle _{2}} » … » C{\displaystyle _{n}},
wobei C{\displaystyle _{i}} » C{\displaystyle _{j}} bedeutet, dass C{\displaystyle _{i}} höher gerankt ist als C{\displaystyle _{j}}. In den Tableaus würde also C{\displaystyle _{i}} stets links von C{\displaystyle _{j}} stehen.
In der ersten Spalte des Tableaus stehen die einzelnen Kandidaten, welche aus dem Input in GEN generiert wurden. Verletzt ein Kandidat eine Beschränkung, wird jede Verletzung im entsprechenden Feld einzeln mit jeweils einem Asterisk (*) gekennzeichnet. Wird ein Kandidat suboptimal, das heißt, verletzt er eine Beschränkung, die ein anderer sich noch im Wettbewerb befindlicher Kandidat nicht oder nicht so oft verletzt, so wird sein „Ausscheiden“ mit einem Ausrufezeichen (!) hinter dem * gekennzeichnet. Die entscheidende Verletzung nennt man „fatal“. Wie im folgenden Beispiel zu sehen ist, kann es auch vorkommen, dass alle Kandidaten dieselbe Beschränkung verletzen (Das ist der Fall in der Beschränkung C{\displaystyle _{2}}). Da es in diesem Falle keinen optimalen Kandidaten gibt, entscheiden die nächstniedrigeren Verletzungen. Der optimale Kandidat wird mittels des so genannten „Pointing Finger“, einer zeigenden Hand (☞) markiert. Die Graufärbung ist ein zusätzliches visuelles Hilfsmittel, um die suboptimalen Kandidaten hervorzuheben.
| INPUT | INPUT                    | C{\displaystyle _{1}} | C{\displaystyle _{2}} | C{\displaystyle _{3}} | C{\displaystyle _{4}} |
| ----- | ------------------------ | --------------------- | --------------------- | --------------------- | --------------------- |
| ☞     | CAND{\displaystyle _{1}} |                       | *                     | *                     |                       |
|       | CAND{\displaystyle _{2}} |                       | **!                   | *                     |                       |
|       | CAND{\displaystyle _{3}} |                       | *                     | *                     | *!                    |
|       | CAND{\displaystyle _{4}} | *!                    | *                     |                       | ***                   |

| INPUT | INPUT                    | C{\displaystyle _{3}} | C{\displaystyle _{2}} | C{\displaystyle _{1}} | C{\displaystyle _{4}} |
| ----- | ------------------------ | --------------------- | --------------------- | --------------------- | --------------------- |
|       | CAND{\displaystyle _{1}} | *!                    | *                     |                       |                       |
|       | CAND{\displaystyle _{2}} | *!                    | **                    |                       |                       |
|       | CAND{\displaystyle _{3}} | *!                    | *                     |                       | *                     |
| ☞     | CAND{\displaystyle _{4}} |                       | *                     | *                     | ***                   |

Was die beiden Tableaus T{\displaystyle _{1}} und T{\displaystyle _{2}} unterscheidet, ist allein das Ranking der Beschränkungen C{\displaystyle _{1}} und C{\displaystyle _{3}}. Es wird deutlich, dass durch das Umordnen dieser Beschränkungen der Kandidat CAND{\displaystyle _{4}} optimal wird, obwohl er insgesamt mehr Beschränkungen verletzt als die übrigen Kandidaten.

### Arten von Beschränkungen
Eine Beschränkung im Sinne der OT ist eine Bedingung, die ein Kandidat entweder erfüllt oder nicht. Wenn ein Kandidat eine Bedingung nicht erfüllt, gilt die entsprechende Beschränkung als verletzt. Es ist dabei nicht ausgeschlossen, dass eine Beschränkung von einem Kandidaten mehrfach verletzt wird, siehe dazu auch das Beispiel aus der Syntax. Es werden generell zwei Arten von Beschränkungen unterschieden: Treue- und Markiertheitsbeschränkungen.
Treuebeschränkungen (T) beziehen sich dabei direkt auf die Interaktion zwischen Input und Kandidat. Generell lässt sich sagen, dass Treuebeschränkungen immer dann verletzt sind, wenn Merkmale eines Kandidaten von denen des Inputs abweichen.
Markiertheitsbeschränkungen (M) dagegen kennzeichnen Besonderheiten, die ein Kandidat haben muss, um in einer Sprache optimal sein zu können. Für jede dieser M gibt es dabei Treuebeschränkungen, die seine Wirkung aufheben. So lässt sich erklären, warum in einer Sprache eine Besonderheit vorherrscht (M»T), während diese in anderen Sprachen ungrammatisch ist (T»M).
Eine weitere Art von Beschränkungen wird in der Prosodie oder bei der Analyse von Tonsprachen verwendet. Hier legen so genannte Alignment-Constraints (wörtlich: „Ausrichtungsbeschränkungen“) fest, in welche Richtungen beispielsweise Töne mit ihren entsprechenden Segmenten assoziiert werden sollen.

## Beispiele

### Ein nicht-linguistisches Beispiel
Die drei Männer Hans, Karl und Peter wollen sich je ein Auto kaufen. Jeder hat dabei genaue Vorstellungen: Hans’ Auto soll besonders sparsam sein und eine helle Farbe haben, sein Budget beläuft sich auf 12.000 €. Karl dagegen möchte ein schnelles Auto, wobei ihm die Farbe egal ist und er etwa 20.000 € zur Verfügung hat. Peter möchte unbedingt ein blaues Fahrzeug erwerben. Für ihn ist die Hauptsache, dass es fährt, da er das KFZ sowie den Unterhalt dafür von seinem reichen Onkel geschenkt bekommt, spielt Geld für ihn keine Rolle.
Der Autohändler hat jedoch ein nur sehr begrenztes Sortiment im Angebot:
1. Einen Kleinwagen mit 45 PS in Dunkelblau für 8.000 €,
2. Einen roten Sportwagen 120 PS für 25.000 € sowie
3. Einen weißen Kombi mit 90 PS für 12.000 €.

Der Autohändler erklärt, dass die (hypothetische) Faustregel gilt: „Je mehr PS ein Auto hat, desto schneller ist es und desto teurer ist es im Unterhalt“, demnach wäre der Kleinwagen als „sparsam“ anzusehen, der Sportwagen als „schnelles“ und damit teures Auto. Der Kombi ist konventionell ebenfalls als „schnelles“ Auto anzusehen und demnach „nicht sparsam“. Darüber hinaus wäre es kein Problem, ein Modell nachzubestellen, sollten sich zwei oder mehr Kunden für dasselbe Fahrzeug entscheiden.
Die Entscheidung, wer welches Auto kauft, gleicht einem optimalitätstheoretischen Prozess: jeder der drei Männer hat genaue Vorstellungen (Input) und drei Modelle zur Auswahl (Kandidaten). Aus der gegebenen Situation lassen sich für alle drei Kunden geltende Beschränkungen postulieren:
- Die Farbe soll mit des Kunden Vorstellung übereinstimmen (kurz: Farbe)
- Das Fahrzeug sollte nicht teurer sein, als der Kunde Geld hat (Preis)
- Das Fahrzeug entspricht der Vorstellung des Kunden von Sparsamkeit und Geschwindigkeit (PS)

Je nach Kunde sind diese Beschränkungen unterschiedlich stark gewichtet: für Hans ist PS am wichtigsten, gefolgt von einer hellen Farbe. Die Geldfrage steht bei ihm zuletzt. Er wird sich für das erste Auto entscheiden, auch wenn es nicht seiner Farbvorstellung entspricht, da die anderen beiden Modelle nicht sparsam genug sind. Karls Prioritäten liegen ähnlich, auch für ihn ist die Eigenschaft PS am wichtigsten in Bezug auf Geschwindigkeit. Da sein Budget begrenzt ist, kommt diese Beschränkung an zweiter Stelle, die Farbe an letzter. Er wird sich für den Kombi entscheiden, da er ebenfalls als „schnell“ bezeichnet und der Sportwagen zu teuer ist. Peters Anforderungen an sein Auto sind wie folgt gewichtet: Im Vordergrund steht die Farbe, der Rest ist ihm egal. Er wird das erste Auto kaufen, da es vollständig seinen Vorstellungen entspricht.
Jeder der drei Käufer hat nun das Auto gekauft, welches er als das passendste erachtet, also das, welches ihm unter den gegebenen Umständen (Budget, Angebot und Vorstellungen) optimal erscheint.

### Beispiele aus der Linguistik
Im Folgenden sind zwei Beispiele aus den linguistischen Teilbereichen Phonologie und Syntax aufgeführt.

#### Phonologie
In der Phonologie des Deutschen existiert ein Phänomen, welches Auslautverhärtung genannt wird. So wird das Wort Lied im Deutschen [liːt] ausgesprochen. In der OT wird angenommen, dass auch die Aussprache [li:d] eine mögliche Aussprache des Deutschen ist, zumal sie mit der zugrunde liegenden Form /liːd/ identisch ist. Deutlich wird diese zugrundeliegende Form an flektierten Formen des Wortes, beispielsweise im Plural [ˈliː.dɐ], bei denen der Plosiv /d/ nicht mehr am Ende einer Silbe steht und deshalb nicht der Auslautverhärtung unterliegt, also stimmhaft ausgesprochen wird.
Wichtiger als die Identität zwischen zugrunde liegender Form und Aussprache ist aber eine Beschränkung der Aussprachemöglichkeiten für Auslautkonsonanten: Stimmhafte Obstruenten sind hier zu vermeiden. Da die Identitäts- oder Treuebeschränkung im Deutschen weniger wichtig ist als die Beschränkung der Aussprachemöglichkeiten (Markiertheitsbeschränkung), wird die Aussprache [liːt] von Sprechern des Deutschen vorgezogen. Im Englischen ist die Treuebeschränkung wichtiger als die genannte Markiertheitsbeschränkung. Das Verb lead (führen) hat dieselbe zugrunde liegende Form wie das deutsche Wort Lied. Da es in dieser Sprache aber keine Auslautverhärtung gibt, wird es dort als [liːd] mit stimmhaftem [d] ausgesprochen.
Nach diesen Annahmen lassen sich folgende Beschränkungen postulieren:
- *[+sth]$   (Markiertheitsbeschränkung)
- ID [±sth]   (Identitäts- oder Treuebeschränkung)

Das erste Constraint symbolisiert dabei die Auslautverhärtung. Es bedeutet, dass ein Kandidat die Beschränkung verletzt (gekennzeichnet durch den Asterisk am Anfang der Beschränkung), wenn am Ende einer Silbe (gekennzeichnet durch das Symbol „$“ rechts) ein stimmhafter Laut auftaucht. Dieser Laut hat dann die Eigenschaft, [+sth] zu sein. Das zweite Constraint besagt, dass alle Laute bezüglich ihrer Stimmhaftigkeit in Input und Output übereinstimmen, also IDentisch sein sollten. Wie in vielen anderen Fällen stehen die beiden Constraints im Konflikt zueinander: Die Treuebeschränkung fordert die Beibehaltung eines finalen stimmhaften Konsonanten, die Markiertheitsbeschränkung fordert einen stimmlosen Konsonanten.
Die folgenden beiden Tableaus stellen die Aussprache der Wörter Lied im Deutschen (Ranking der Beschränkungen: *[+sth]$ » ID [±sth]) und lead im Englischen (Ranking: ID [±sth] » *[+sth]$) gegenüber.
| Input: /liːd/ | Input: /liːd/ | *[+sth]$ | ID [±sth] |
| ------------- | ------------- | -------- | --------- |
| ☞             | [liːt]        |          | *         |
|               | [liːd]        | *!       |           |

| Input: /liːd/ | Input: /liːd/ | ID [±sth] | *[+sth]$ |
| ------------- | ------------- | --------- | -------- |
|               | [liːt]        | *!        |          |
| ☞             | [liːd]        |           | *        |

(Anmerkung: Die Auslautverhärtung betrifft im Deutschen nur Plosive und Frikative (die Obstruenten); diese Tatsache wurde der Einfachheit halber bei der Postulierung der Constraints ignoriert.)

#### Syntax
Ein Beispiel aus der Syntax ist die Erklärung verschiedener Wh-Bewegungsmuster bei Mehrfachfragesätzen in den Sprachen der Welt. Dabei geht es um die Position von Wh-Phrasen (z. B. Interrogativpronomen wie wer, warum, wessen im Deutschen oder why und what im Englischen; oder komplexere Phrasen, denen ein solches Interrogativpronomen vorangeht, wie Wessen Mutter oder Welches von den vielen Kindern, die du meinst). Im Deutschen beispielsweise steht immer nur eine Wh-Phrase am Anfang eines (Teil-)Satzes:
| (1) | a. | * | (Es) hat Fritz wann1 [welches Buch]{\displaystyle _{2}} gelesen? |
|     | b. |   | Wann1 hat Fritz t1 [welches Buch]2 gelesen?                      |
|     | c. | * | Wann1 [welches Buch]2 hat Fritz t1 t2 gelesen?                   |

Im Koreanischen dagegen bleiben alle Wh-Phrasen in situ, das heißt in der Position, wo in einem Aussagesatz die jeweilige Antwort auf die Fragewörter stehen würden:
| (2) | a. |   | Nŏnŭn   | muŏsŭl1  | wae2        | sassni? |
|     |    |   | du      | was      | warum       | kaufen  |
|     | b. | * | Muŏsŭl1 | nŏnŭn t1 | wae2        | sassni? |
|     |    |   | was     | du       | warum       | kaufen  |
|     | c. | * | Muŏsŭl1 | wae2     | nŏnŭn t1 t2 | sassni? |
|     |    |   | was     | warum    | du          | kaufen  |

Das Bulgarische dagegen ist eine Sprache, in der alle Wh-Elemente an den Anfang des Satzes bewegt werden:
| (3) | a. | * | Koj1 | vižda    | kogo2 ?   |
|     |    |   | wer  | sieht    | wen       |
|     | b. |   | Koj1 | kogo2 t1 | vižda t2? |
|     |    |   | wer  | wen      | sieht     |

(Anmerkungen: Der Asterisk (*) steht hier für Ungrammatikalität; t kennzeichnet eine Spur, also die Position, von der aus das koindizierte Element herausbewegt wurde. Der Index verdeutlicht dabei, welches Element zu welcher Spur gehört. Die strukturelle Darstellung der Ausdrücke ist hier sehr stark vereinfacht.)
Für die Analyse sind die folgenden drei Beschränkungen ausreichend:
- W-Krit: Eine W-Phrase muss im Satz am Anfang stehen.
- Pur-EP: Dies ist ein Constraint, welches das Auftauchen von mehr als einem Element zwischen Satzanfang und linker Satzklammer bestraft. (Die genaue Definition lautet: in der CP sind keine Mehrfachspezifizierer erlaubt.)
- Ökon: Verbietet Bewegung (genauer: Spuren – t) allgemein.

Die Constraints sind folgendermaßen gerankt:
- Deutsch: Pur-EP » W-Krit » Ökon
- Koreanisch: Pur-EP » Ökon » W-Krit
- Bulgarisch: W-Krit » Pur-EP » Ökon

Auch diese Beschränkungen stehen im Konflikt zueinander, falls der Satz mindestens eine W-Phrase enthält. Da es sich bei allen Beschränkungen um Markiertheitsbeschränkungen handelt, ist ein Input nicht nötig. Wie die Kandidaten generiert werden, kann dabei außer Acht gelassen werden.
Die Auswahl der optimalen Kandidaten berechnet sich:
| Kandidaten | Kandidaten                                     | Pur-EP | W-Krit | Ökon |
| ---------- | ---------------------------------------------- | ------ | ------ | ---- |
|            | (Es) hat Fritz wann1 [welches Buch]2 gelesen?  |        | **!    |      |
| ☞          | Wann1 hat Fritz t1 [welches Buch]2 gelesen?    |        | *      | *    |
|            | Wann1 [welches Buch]2 hat Fritz t1 t2 gelesen? | *!     |        | **   |

| Kandidaten | Kandidaten                       | Pur-EP | Ökon | W-Krit |
| ---------- | -------------------------------- | ------ | ---- | ------ |
| ☞          | Nŏnŭn muŏsŭl1 wae2 sassni?       |        |      | **     |
|            | Muŏsŭl1 nŏnŭn t1 wae2 sassni?    |        | *!   | *      |
|            | Muŏsŭl1 wae2 nŏnŭn t1 t2 sassni? | *!     | **   |        |

| Kandidaten | Kandidaten             | W-Krit | Pur-EP | Ökon |
| ---------- | ---------------------- | ------ | ------ | ---- |
|            | Koj1 vižda kogo2       | *!     |        | *    |
| ☞          | Koj1 kogo2 t1 vižda t2 |        | *      | **   |

## Entwicklung der Theorie
Die Optimalitätstheorie wurde in den frühen 1990er Jahren von Alan Prince und Paul Smolensky entwickelt. Zunächst erklärten sie dabei sprachspezifische Unterschiede bei der Strukturierung von Silben. Daraufhin wurde die OT auch auf andere phonologische Problemfragen angewandt.
Bald darauf wurden Arbeiten veröffentlicht, die Algorithmen zeigen sollen, mit denen sich die OT erlernen lässt. Die Arbeit „Optima“ von Vieri Samek-Lodovici und Alan Prince zeigt auf sehr formale Weise Gesetzmäßigkeiten der Theorie auf und leitet her, welche Eigenschaften Kandidaten haben müssen, damit sie überhaupt optimal werden können.
Seit etwa 1995 wird die OT zunehmend in Bereichen außerhalb der Phonologie eingesetzt, beispielsweise in der Syntax, der Semantik und der Pragmatik.
Mittlerweile gibt es auch Ansätze, die gänzlich ohne Input auskommen und davon ausgehen, dass die Menge der Kandidaten durch andere Prozesse minimal gehalten wird, beispielsweise durch die Annahme, dass Kandidaten nur mit bestimmten minimal unterschiedlichen anderen Kandidaten in einen Wettbewerb treten können. (Vergleiche dazu auch das Beispiel aus der Syntax)

### Vergleich mit generativen Grammatiktheorien
Im Gegensatz zu regelbasierten Grammatiktheorien macht die OT grundverschiedene Annahmen über die Natur von Beschränkungen und Kandidaten:
| OT | regelbasierte Theorien                                                                |
| --- | ------------------------------------------------------------------------------------- |
| Beschränkungen sind universell. | Manche Beschränkungen können sprachspezifisch sein, andere universell.                |
| Beschränkungen sind u. U. verletzbar. | Alle Beschränkungen sind unverletzbar.                                                |
| Beschränkungen sind geordnet. | Alle Beschränkungen gelten gleichberechtigt.                                          |
| Verschiedene Kandidaten stehen im Wettbewerb, Einfluss haben sowohl externe (nämlich die anderen Kandidaten) als auch interne (also die strukturellen und Merkmalseigenschaften des Kandidaten selbst) Faktoren. | Grammatikalität eines Kandidaten ist allein auf interne Eigenschaften zurückzuführen. |

Gewisse Ähnlichkeiten mit den Ansätzen der Optimalitätstheorie zeigt das minimalistische Programm (MP). So heißt es bei Chomsky (1995) unter anderem, dass von zwei syntaktischen Ableitungen (Derivationen), die denselben Satz ableiten können, diejenige vorzuziehen ist, welche am ökonomischsten ist. Zwei vergleichbare Derivationen gehen also einen Wettbewerb miteinander ein. Darüber hinaus können auch im MP Beschränkungen unter bestimmten Voraussetzungen verletzt werden, sofern andere Beschränkungen dadurch erfüllt werden.

## Formale Beschreibung
Beschränkungen (Constraints, {\displaystyle C}) werden in der Linguistik allgemein als Relation aus einer Menge von Strukturen {\displaystyle U} in eine Teilmenge {\displaystyle U'} derselben betrachtet:
{\displaystyle C\colon U\rightarrow U^{\prime }\qquad {\text{mit}}\quad U^{\prime }\subseteq U}
Darüber hinaus gibt es zu jedem Constraint {\displaystyle C} eine so genannte geschichtete Hierarchie {\displaystyle C^{\wedge }}, die die Elemente in {\displaystyle U} danach ordnet, wie oft ein Element das Constraint verletzt. Das Adjunkt „geschichtet“ bedeutet dabei, dass innerhalb einer Ordnung mehrere Elemente gleich hoch geordnet sein können, formal bedeutet das
{\displaystyle \forall a,b,x\in \langle S;O\rangle :\neg (a>b\vee b>a)\rightarrow ((a>x)\leftrightarrow (b>x))\qquad (a\not =b)},
wobei {\displaystyle \langle S;O\rangle } eine Ordnungsrelation {\displaystyle O} über einer Menge {\displaystyle S} ist. Dies bedeutet, dass sich zwei Elemente, die in der Hierarchie gleich hoch geordnet sind, gleich gegenüber allen anderen Elementen in der Ordnung verhalten.
Als maximale Schicht von {\displaystyle C^{\wedge }} wird die Menge von Elementen aus {\displaystyle U} bezeichnet, die innerhalb der Ordnungsrelation {\displaystyle \langle U;C^{\wedge }\rangle } am höchsten geordnet sind. Im Bezug zur OT heißt das, dass diese Elemente das Constraint weniger oft verletzten als alle anderen, wobei das nicht impliziert, dass diese Elemente das Contraint überhaupt nicht verletzen. Die Konsequenz dessen ist, dass die Beschränkungen verletzbar sind.
Die Relation {\displaystyle C} gibt die maximale Schicht von {\displaystyle C^{\wedge }} wieder:
{\displaystyle C(U)=U^{\prime }=\left\{x\;|\;x\in U\wedge x\in \max \left(\langle U;C^{\wedge }\rangle \right)\right\}\,.}
Die Menge {\displaystyle U'} wird auch als favoring set von {\displaystyle C} bezeichnet, also als Menge aller Strukturen, die die Beschränkung im Vergleich zu allen anderen Strukturen am besten erfüllen, also von dem Constraint „favorisiert“ werden.
Die zweite Grundannahme der OT ist, dass die Constraints selbst wieder geordnet sind, diese Ordnungsrelation wird Ranking genannt ({\displaystyle R}), die dazugehörige Menge von Beschränkungen wird als {\displaystyle \Sigma } bezeichnet. Da die Constraints als Relationen definiert sind, lässt sich auch das Ranking als Funktion betrachten, in der die einzelnen Constraints entsprechend ihrer Reihenfolge auf der Menge {\displaystyle U} applizieren:
{\displaystyle R(U)=C_{n}\circ \dotsb \circ C_{1}(U)=C_{n}(\dots (C_{1}(U))\dots )}
Das bedeutet, dass die Menge {\displaystyle U} durch das höchstgerankte Constraint {\displaystyle C_{1}} verkleinert wird um die Elemente, die {\displaystyle C_{1}} öfter verletzten als die Elemente, die in {\displaystyle \max \left(\langle U;C_{1}^{\wedge }\rangle \right)} enthalten sind. Das Ergebnis ist eine Menge {\displaystyle U'}, die wiederum mit dem nächstniedriger geranktem Constraint {\displaystyle C_{2}} interagiert (siehe auch Verkettung von Funktionen) usw. Dies geht so lange, bis alle Constraints abgearbeitet sind. Die resultierende Menge {\displaystyle R(U)} enthält nun die Strukturen aus {\displaystyle U}, die hinsichtlich des Rankings alle Constraints besser erfüllen als alle anderen Strukturen und daher als optimal bezeichnet werden. Sie verhalten sich bezüglich der Beschränkungen aus {\displaystyle \Sigma } identisch, verletzen also alle Constraints gleich oft.
In der Anwendung der Theorie wird als Menge der Strukturen meist eine begrenzte Menge an Kandidaten {\displaystyle K} gewählt, wobei diese Menge vom konkret gewählten Input abhängt. Als Menge von Kandidaten werden dabei die Strukturen der Kandidaten einschließlich der Verletzungen, die sie für jedes einzelne Constraint aus {\displaystyle \Sigma } mit sich bringen, verstanden.

## Evidenz und Kritik

### Evidenz
Ein wichtiges Argument für eine OT-Analyse sprachlicher Phänomene ist ihre Parametrisierbarkeit, also die Möglichkeit, sprachliche Unterschiede mit ein und demselben theoretischen Grundgerüst abzuleiten. Dies geschieht in der OT mittels Änderungen der Beschränkungsordnung.
Ein weiterer positiver Aspekt der OT ist die Erklärung sogenannter Reparaturphänomene (auch last resort; sprachliche Strukturen, die dann verwendet werden, wenn alle Alternativen zu Verletzungen wichtiger Beschränkungen führen würden), wie etwa Hiatverhinderung im Deutschen durch die Einsetzung des glottalen Plosivs bei anlautenden Vokalen wie in [bəˈ.ʔaχ.tən] oder Do-support im Englischen (obligatorische Einsetzung des Verbes do in negierten Sätzen wie John did not kiss Mary oder Ja/Nein-Fragesätzen wie Did John kiss Mary?).
Darüber hinaus lässt sich die OT in vielen Teilbereichen der Linguistik anwenden. Aktuelle Forschungen in der Syntax beispielsweise beschäftigen sich mit der Frage, wie sich Optimierungsprozesse in bestehende Syntaxmodelle einbetten lassen. Vielversprechend ist dabei das Konzept der lokalen Optimierung einzelner Derivationsschritte innerhalb des Minimalistischen Programmes (MP) von Noam Chomsky. In der Semantik und Pragmatik hat sich das Prinzip der Bidirektionalen Optimalität als nützliche Implementierung erwiesen.

### Kritik
Ein großes Problem der OT ist die Übergenerierung. Bei angenommenen 600 Beschränkungen, die allesamt frei gerankt werden können, ergeben sich
{\displaystyle 600!\approx 1{,}265\cdot 10^{1408}}
mögliche Grammatiken. Einige Autoren nehmen darüber hinaus an, dass sich komplexere Beschränkungen mittels einer Operation namens „lokale Konjunktion“ aus einer relativ kleinen Anzahl fundamentaler Beschränkungen kombinieren lassen. Ein direktes Problem dabei ist, dass diese Kombinationen per Rekursion potentiell unendlich fortgesetzt werden können, was unendlich viele Beschränkungen – und Beschränkungsordnungen – zur Folge hätte.
Ein oft geäußerter Kritikpunkt ist, dass es per Definition nahezu unmöglich ist, echte Optionalität abzuleiten, also bei demselben Input zwei oder mehr Kandidaten mit unterschiedlichen Beschränkungsprofilen optimal werden zu lassen. Es wurden inzwischen verschiedene Möglichkeiten vorgestellt, diesem Problem zu begegnen. Vorgeschlagen wurde beispielsweise die Annahme, dass ein und dieselbe Sprache mehrere Beschränkungsordnungen haben kann. Ein wichtiges Hilfsmittel ist dabei das so genannte Koppeln von Beschränkungen (vgl. v. a. Müller (2000:Kapitel 5) und darin vorgestellten Analysen). Andere Ansätze bezweifeln die Existenz echter Optionalität und sagen, dass unterschiedliche Realisierungen sprachlicher Ausdrücke subtile Unterschiede in der Bedeutung implizieren. Das bedeutet, dass nicht gleiche, aber gleichwohl grammatische Ausdrücke in einer Sprache nicht in demselben Wettbewerb stehen, da beispielsweise unterschiedliche Inputs zugrunde liegen. Ein dabei häufig zitiertes Problem ist die relativ freie Satzstellung im Deutschen, die in solchen Analysen oft auf minimale Bedeutungsunterschiede, was z. B. Fokussierung angeht, zurückgeführt wird.
Ein vor allem in der Syntax häufig genannter Kritikpunkt an der OT ist das Fehlen von Grammatikalitätsgraden. In den Sprachen der Welt kann zwischen ungrammatischen und unakzeptablen Ausdrücken unterschieden werden: Die Sätze Was glaubst du, dass sie getan hat?, Was glaubst du, was sie getan hat? und Was glaubst du, hat sie getan? gehören nicht für alle Sprecher des Deutschen zu den gebräuchlichen Ausdrücken, obwohl sie allesamt grammatisch sein sollten. Diese Unterscheidung ist jedoch mit der OT, die nur einen optimalen Kandidaten filtern kann, nicht möglich. Zwar gibt es Ansätze, dieses Problem zu umgehen, diese bringen aber radikale Änderungen an der Grundidee der OT mit sich.
Sowohl positiv wie negativ wirkt sich das Phänomen der harmonischen Begrenzung auf die OT aus. Viele Kandidaten werden von anderen Kandidaten blockiert, was nach sich zieht, dass der blockierte Kandidat niemals optimal werden kann, egal, wie die Beschränkungen geordnet sind. Das ist genau dann der Fall, wenn es zu einem Kandidaten einen anderen Kandidat gibt, der die gleichen Beschränkungen gleich oft verletzt, aber bezüglich mindestens einer Beschränkung besser abschneidet als der blockierte Kandidat. Unter Umständen kann es dabei vorkommen, dass eine vermeintlich grammatische Struktur von einer ungrammatischen blockiert wird. Ein in diesem Zusammenhang herangezogenes Argument gegen die OT ist die so genannte Opazität.

### Weitere Anmerkungen
Aufgrund der relativ jungen Entwicklungsgeschichte und der rasanten Weiterentwicklung der Theorie gibt es noch einige konzeptuelle Unstimmigkeiten einzelne Analysen betreffend. So hat man sich in fast allen Bereichen noch nicht auf einheitliche Bezeichnungen von Beschränkungen geeinigt, ebenso variiert die Natur des Inputs, vor allem in der Syntax, von Autor zu Autor und von Analyse zu Analyse.
Einige Autoren beispielsweise nehmen als Input die logische Form eines Satzes an. Andere präferieren die Annahme, der Input eines syntaktischen Wettbewerbs sei der fertige Satz, die Kandidaten seien die möglichen phonologischen Realisierungen desselben, bei dem verschiedene semantisch leere Elemente (z. B. Komplementierer wie „dass“, Kopula oder Pronomen in Pro-Drop-Sprachen) weggelassen oder nötig sind. Das oben bereits erwähnte Konzept der Lokalen Optimierung nimmt als Input einen Schritt der Derivation an. Der optimale Kandidat dieses Optimierungsschrittes ist dann der Input für eine weitere Optimierung auf einer höheren syntaktischen Ebene usw. Wieder Andere zeigen Argumente, in der Syntax gänzlich auf einen Input zu verzichten.
Manche Sprachwissenschaftler halten die OT für eine Metatheorie: Eine im Rahmen einer Grammatiktheorie entworfene regelbasierte Grammatik lässt sich in eine OT-Grammatik umwandeln und umgekehrt. Der Beweis, dass eine solche Umwandlung immer möglich ist, steht allerdings noch aus.

### Deutschsprachig
- Martin Businger: Optimalitätstheorie. In: Christa Dürscheid: Syntax. Grundlagen und Theorien. 5. Auflage. Vandenhoeck & Ruprecht, Göttingen 2010 (UTB, 3319), ISBN 978-3-8252-3319-8, S. 153–172 (Einführung).
- Gereon Müller: Elemente der optimalitätstheoretischen Syntax. Stauffenburg Linguistik, Tübingen 2000, ISBN 3-86057-721-2.

### Englischsprachig
- Diana Archangeli, D. Terence Langendoen (Hrsg.): Optimality Theory - An Overview. 1. Auflage. Blackwell, Oxford 1997, ISBN 0-631-20225-0.
- Alan Prince, Paul Smolensky: Optimality Theory. Rutgers Center for Cognitive Science, Rutgers, the State University of New Jersey, New Brunswick, NJ 1993.
- Rene Kager: Optimality theory. Cambridge University Press, Cambridge, New York 1999, ISBN 0-521-58019-6.